# Présentation du drapeau

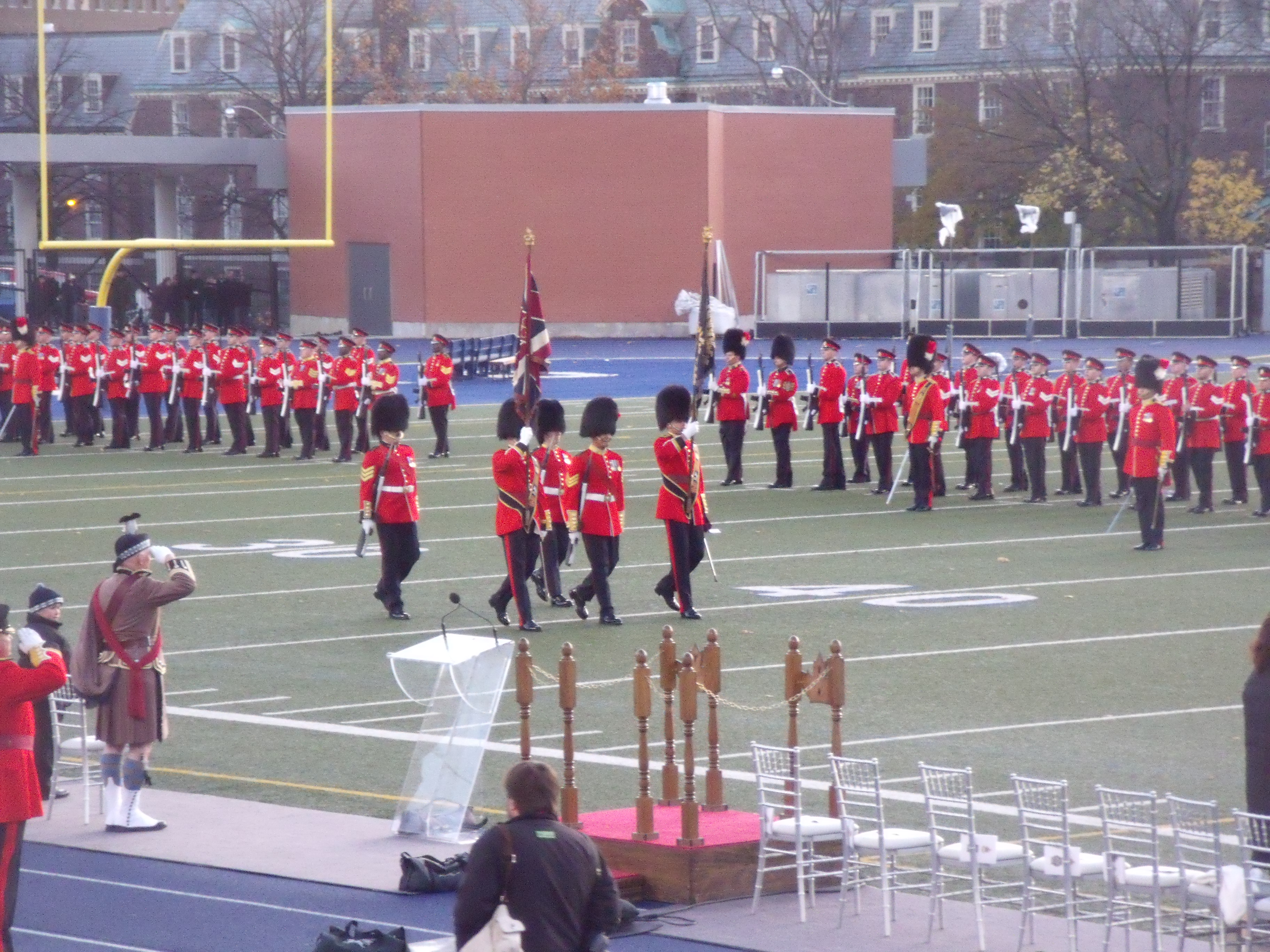
Cérémonie de présentation du drapeau du Royal Regiment of Canada en 2009

La présentation du drapeau est une cérémonie militaire durant laquelle le drapeau ou le guidon d'une unité est présenté aux troupes. Généralement, cette cérémonie se tient lors de l'anniversaire ou d'un événement important de l'histoire de l'unité. Au cours de la cérémonie, une nouvelle version du drapeau ou du guidon est présenté. Cette tradition tire ses origines au sein des Forces armées britanniques et est courante dans la plupart des pays du Commonwealth.

## Crédits
- (en) Cet article est partiellement ou en totalité issu de l’article de Wikipédia en anglais intitulé « Presentation of Colours » (voir la liste des auteurs).